# 용강중학교 축구부
용강중학교 축구부는 서울특별시 이촌동에 위치한 용강중학교의 축구부이다.

## 같이 보기
- 용강중학교

2023 제천
- U15 예선탈락 3패
- U14 16강 1승1무

2024 제천

- U15 예선탈락 3패
-U14 16강 2승 1패